# Eudes de Beaune
Eudes de Beaune (975-1005) est un seigneur féodal franc.
Il est le fils illégitime du Duc de Bourgogne Henri Ier et donc le petit-fils du roi Robert Ier.
Il fut le premier vicomte de Beaune et serait le fondateur de la ligné des vicomtes de Beaune.